# Пегий ворон

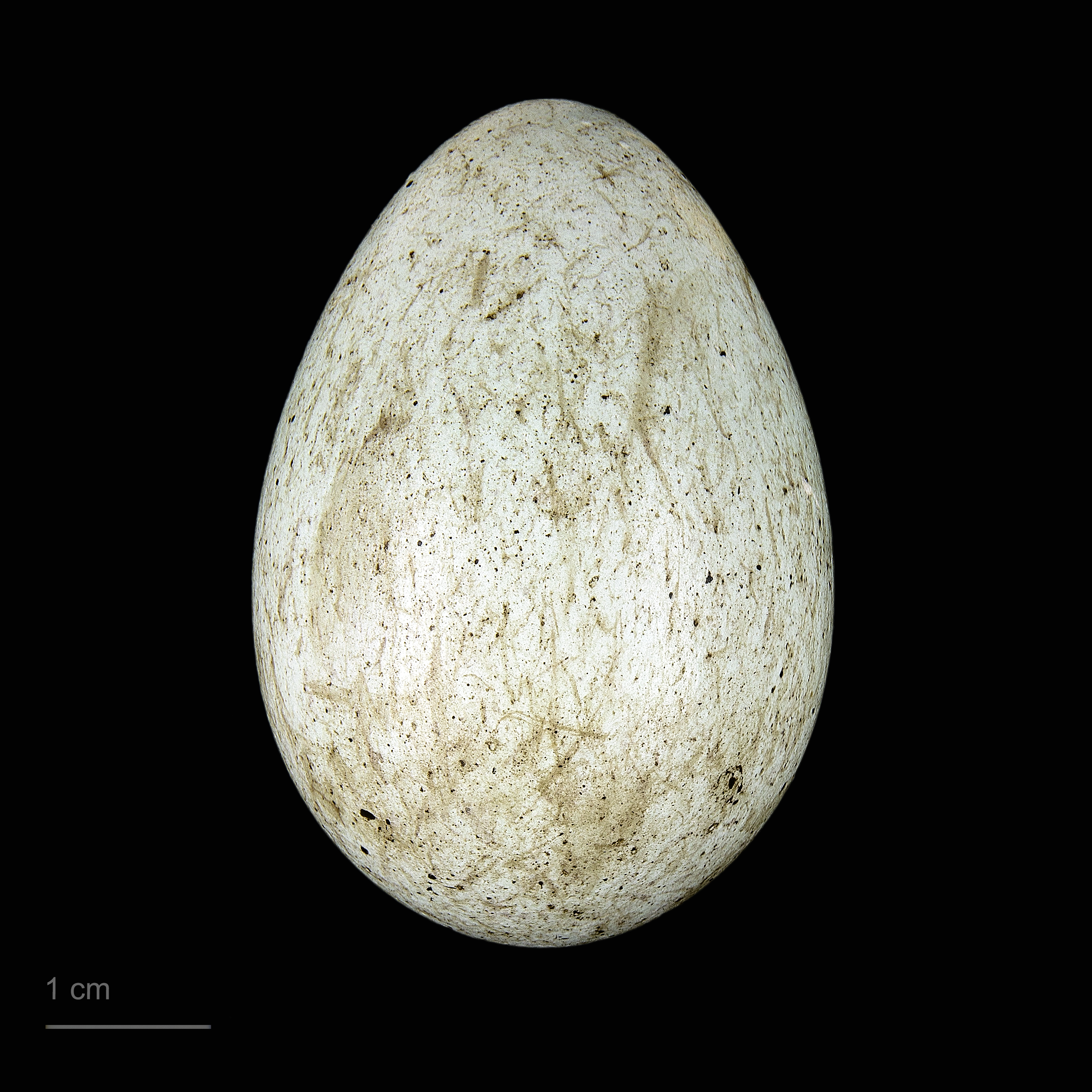
яйцо Corvus albus - Тулузский музей

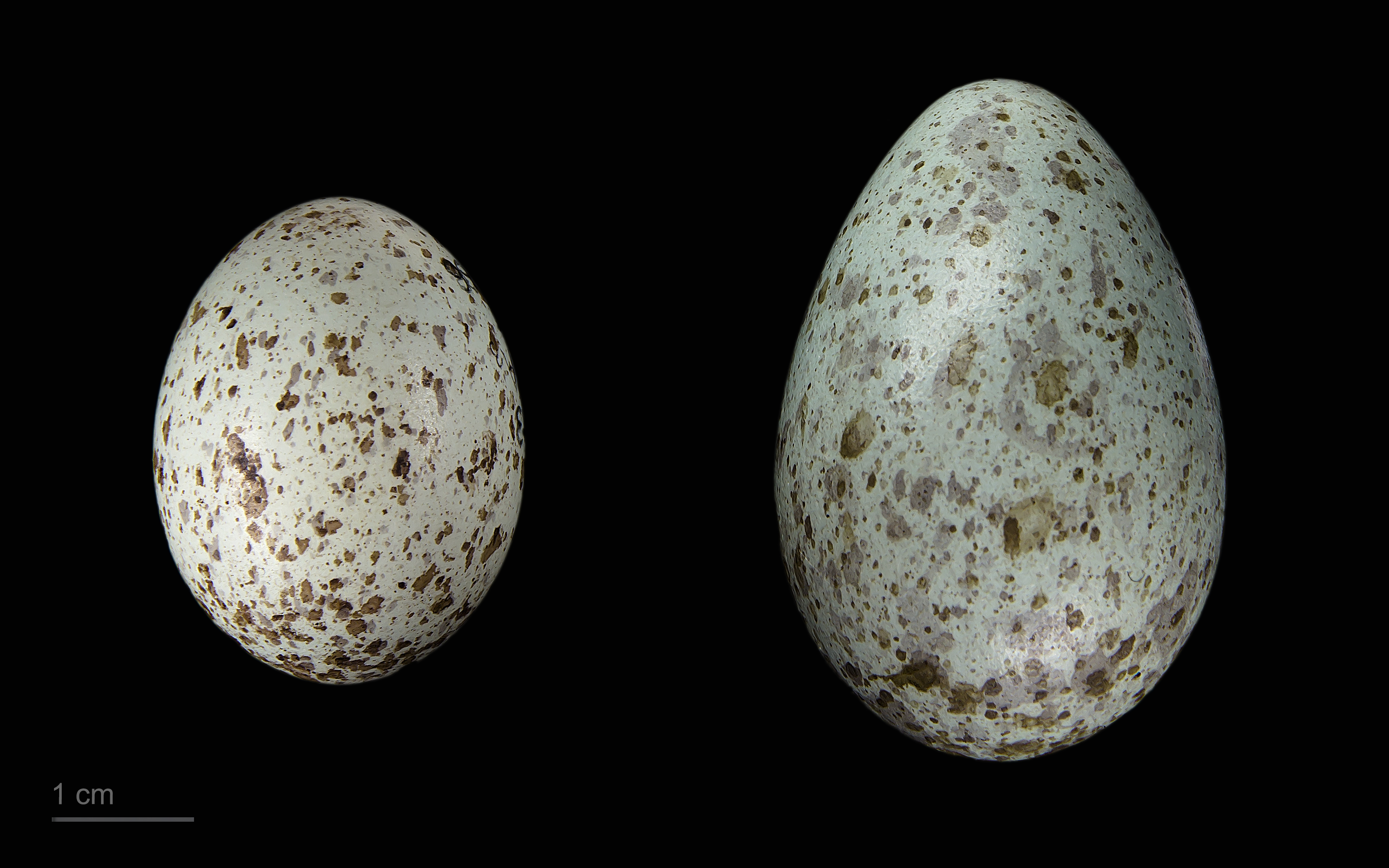
яйцо Clamator glandarius + Corvus albus - Тулузский музей

Пегий ворон (лат. Corvus albus) — вид птиц из семейства врановых. Подвидов не выделяют.

## Описание
Впервые был описан Мюллером в 1776 году. С латинского «albus» значит белый.
Плечи покрыты оперением белого цвета, на шее широкий круг из белых перьев, белая грудь. Остальное оперение голубовато-чёрного цвета, имеет фиолетовый и металлический отлив. Радужная оболочка — светло-бурая, ноги и небольшой клюв чёрного цвета. У этого вида воронов довольно длинные стройные ноги, походка серьёзна и полна достоинства, но при этом легка и быстра. Размер тела в длину — 46-50 см, длина крыльев 35 см, хвоста — 16 см.
Встречаются парами или маленькими стаями.
Полет быстрый, лёгкий и парящий.

## Распространение
Пегий ворон — наиболее распространённый вид воронов в Африке. Он населяет южную часть Африки, Сенегал, Судан, Сомали и Эритрею до мыса Доброй Надежды, остров Мадагаскар, Коморские острова, Альдабра, Занзибар, Пемба и Фернандо-По. Иногда залетает в Россию. Нередко селится вблизи человеческих поселений, хотя не очень привязан к подобной жизни, в отличие от блестящего ворона (Corvus splendens), поэтому иногда встречается довольно далеко от поселений.
Пегие вороны не боятся ни скопы (Pandion haliaetus), ни настоящих змееядов (Circaetus), но всегда избегают чёрных коршунов (Milvus migrans).
Как правило, пегие вороны обитают парами или маленькими группами, которые, однако, никогда не остаются вместе надолго. Лишь большое количество еды может привлечь огромное число птиц.

## Питание
Питаются всеми отходами человеческой пищи. Пегие вороны всеядны — они могут потреблять в пищу беспозвоночных, рептилий, маленьких млекопитающих и даже яйца и птенцов других птиц наряду с пищей не животного происхождения — зернами или арахисом. Могут есть падаль и паразитов крупного рогатого скота, стаи этих птиц нередко следуют за стадами волов.

## Гнездование
Пегие вороны стараются построить гнездо на высоких отдельно стоящих деревьях. Самец и самка строят гнездо вместе. Кладка состоит из 3-6 бледно-зеленых в коричневую крапинку яиц. Инкубационный период составляет 18-19 дней, приблизительно через 45 дней молодняк уже покрывается оперением. За потомством ухаживают и самец и самка.

## Голос
Звук издаваемый этим видом ворон описывается как хриплое «ар-ар-ар-ар» или «карх-карх-карх-карх».